# Hans-Peter Frank
Hans-Peter Frank (geboren 12. August 1937 in Dresden) ist ein deutscher Dirigent.

## Leben und Wirken
Hans-Peter Frank wurde in Dresden geboren, wuchs aber in Riesa auf. Er beschäftigte sich schon früh mit Musik, und so saß er bereits als 12-Jähriger an der Orgel der Riesaer Trinitatiskirche und spielte Präludien und Fugen von Bach.  Während er ab dem 14. Lebensjahr eine Ausbildung an der Musikoberschule in Dresden bei Frau Brandner-Siegert erhielt, trat er bereits in öffentlichen Konzerten auf. Nach dem Abitur studierte er in der Meisterklasse Klavier der Dresdener Musikhochschule bei Johannes Schneider-Marfels (1910–1967). Während seines Studiums gewann er 1955 als jüngster Teilnehmer des „Gesamtdeutschen Schumann-Wettbewerbes“ einen Ehrenpreis. 1956, dem Schumann-Gedenkjahr, durfte er mit der Dresdner Philharmonie am unter Kurt Masur und unter Heinz Bongartz mehrfach das Schumannsche Klavierkonzert a-moll op. 54 spielen.
Nach Abschluss der Ausbildung begann am Mecklenburgischen Staatstheater Schwerin, wo inzwischen Masur Chefdirigent war, die damals übliche traditionelle Laufbahn eines Kapellmeisters als Solo-Repetitor. In gleicher Eigenschaft, aber dazu als Assistent des Chefdirigenten Otmar Suitner, wechselte er 1961 an die Staatsoper Dresden. Dort ergaben sich auch Möglichkeiten zu dirigieren.
Die erste Kapellmeisterposition erhielt Frank am Nationaltheater Weimar 1965. Das Aufgabenspektrum reichte vom Musical über Ballett bis zu anspruchsvollen zeitgenössischen Opern. So dirigierte er 1965 als Erstaufführung in der DDR das „Preußische Märchen“ von Boris Blacher in Anwesenheit des Komponisten.  Dann erwies sich der Schritt zum Berliner Sinfonie-Orchester als Glücksfall. An der Seite und dem Vorbild Kurt Sanderlings konnte Frank sich das sinfonische Repertoire erarbeiten. Es entwickelte sich eine umfangreiche Konzerttätigkeit in vielen Ländern Europas, Japan, Mexiko u. a. Parallel dazu begann eine Zusammenarbeit mit dem Helsingborger Symphonieorchester in Schweden, die insgesamt 24 Jahre dauerte, davon 10 Jahre als Chefdirigent. In der Ausgabe der schwedischen musikrevy 1987, mit dem Titel „DDR – Ein vielfältiges Musikland“, geht Frank in einem Interview u. a. auf seinen Bemühungen um einen musikalischen Austausch ein. So habe er Lars-Erik Larsson und andere schwedische bzw. nordische Komponisten in Deutschland aufgeführt.
Von 1988 bis 1995 war Frank Generalmusikdirektor des Weimarer Nationaltheaters und der Staatskapelle Weimar. Er unternahm mit diesem Orchester erfolgreiche Konzertreisen in Deutschland, nach Israel und den USA. Besonders zu erwähnen sind die Auftritte beim Festival „Kissinger Sommer“. Sein Abschied dort wurde von Publikum und Presse sehr bedauert.
Nach 1995 war er als freier Dirigent im In- und Ausland tätig. Er ist Ehrendirigent des Helsingborger Symphonieorchesters und wurde vom schwedischen König mit dem Nordstern-Orden ausgezeichnet.

## Hörspiele
als Dirigent des Berliner Sinfonie-Orchesters:
- 1972: Samuil Marschak: Das Tierhäuschen – Regie: Jürgen Schmidt, Musik: Joachim Thurm (Kinderhörspiel – Litera)
- 1974: Alexej N. Tolstoi / Maxim Gorki: Das Rübchen / Die Geschichte vom kleinen Spatz – Regie: Peter Groeger, Musik: Joachim Thurm (Kinderhörspiel – Litera)
- 1974: Maxim Gorki: Wanja Tolpatsch – Regie: Peter Groeger, Musik: Joachim Thurm (Kinderhörspiel – Litera)
- 1975: Helena Bechlerowa / Ukrainisches Volksmärchen: Ein riesengroßes Tier /  Hähnchen Schreihals – Regie: Albrecht Surkau, Musik: Joachim Thurm (Kinderhörspiel – Litera)
- 1975: Iwan Bjelischew: Das eigensinnige Kätzchen – Regie: Albrecht Surkau, Musik: Joachim Thurm (Kinderhörspiel – Litera)
- 1977: Samuil Marschak: Das Katzenhaus – Regie: Jürgen Schmidt, Musik: Joachim Thurm (Kinderhörspiel – Litera)
- 1984: Charles Perrault: Riquet und Mirabelle – Regie: Karin Lorenz, Musik: Joachim Thurm (Kinderhörspiel – Litera)

als Leiter Instrumentalgruppe:
- 1978: Russisches Volksmärchen / Sergej Michalkow: Hühnchen und Hähnchen / Der Hase als Betrüger – Regie: Karin Lorenz / Albrecht Surkau, Musik: Joachim Thurm (Kinderhörspiel – Litera)